# Šmarje-Sap
Šmarje-Sap – wieś w Słowenii, w gminie Grosuplje. 1 stycznia 2017 liczyła 1572 mieszkańców.